# آیزاک براک (موسیقی‌دان)
آیزاک براک (انگلیسی: Isaac Kristofer Brock؛ زادهٔ ۹ ژوئیهٔ ۱۹۷۵) یک موسیقی‌دان اهل ایالات متحده آمریکا است.